# Cinzia De Carolis
Cinzia De Carolis (Roma, 22 marzo 1960) è un'attrice, doppiatrice, dialoghista, direttrice del doppiaggio e cantante italiana.

## Biografia
Cinzia De Carolis è nata a Roma il 22 marzo 1960. Esordisce come attrice bambina nell'ambito del teleteatro Rai con il ruolo di Helen Keller in Anna dei miracoli del 1968, che riscuote grande successo, rendendola subito popolare e, nel frattempo, debutta anche in radio. Si esibisce ancora a teatro e nel 1970 interpreta Irina Roskoff nel musicarello in costume Angeli senza paradiso, accanto ad Al Bano, Romina Power e Agostina Belli. Un anno dopo recita in inglese, ridoppiandosi in italiano, nella parte di Lori, nipote di Franco Arnò, personaggio interpretato da Karl Malden nel film Il gatto a nove code di Dario Argento. L'anno successivo veste i panni di Irina ne La notte dei diavoli di Giorgio Ferroni, dove presenzia nuovamente al fianco di Agostina Belli.
Parallelamente alla sua carriera di attrice, Cinzia De Carolis intraprende un'attività come cantante. Tra il 1969 e il 1970 incide alcuni singoli per le Edizioni Paoline, sono queste canzoncine per bambini nel tipico stile della casa editrice apostolica. Nel 1971 passa alla Produttori Associati per la quale pubblica il singolo Compagno mio. Nel 1973, per la Erre del paroliere Carlo Rossi, esce il singolo pop Papà non correre.
Nel 1975 appare nuovamente sul grande schermo: è Maria, una ragazza con problemi psichici, nella pellicola drammatica Vergine, e di nome Maria, sequestrata per vilipendio alla religione e riportata nelle sale con il titolo Malìa. L'anno successivo posa nuda per l'edizione italiana di Playboy e il servizio appare nel numero di ottobre. Nel 1979 interpreta la parte di Anna, figlia dello scienziato pazzo, nell'erotico Libidine, mentre nel film Apocalypse domani (1980), diretto da Antonio Margheriti, è la giovane vicina di casa di Norman Hopper (John Saxon). Sempre come attrice partecipa, fino all'inizio degli anni novanta, a vari altri film e sceneggiati televisivi.
Torna a registrare brani come cantante nel 1982, con il singolo Hobbysogno per la Hobby Records.
La carriera di doppiatrice, con il tempo, diventa la sua principale attività. Un ruolo che le conferisce notevole visibilità nel mondo dell'animazione è quello di Lady Oscar nell'omonima serie, che si affianca a molte altre parti: Bia - La sfida della magia, Maisha di Galaxy Express 999; Monsley nel ridoppiaggio di Conan il ragazzo del futuro; Lena di Belle et Sebastien; Kagura di Inuyasha; She-Ra, la principessa del potere, Simone Lorène de Il Tulipano Nero, fra le altre. Tra le attrici da lei doppiate ci sono Courteney Cox nella saga di Scream, Madonna, Katharine Hepburn, Geena Davis, Rebecca De Mornay, Andie MacDowell, Holly Hunter e Madeleine Stowe.
La sua professione si estende anche a direttrice di doppiaggio e adattatrice dei dialoghi, ad esempio nella prima stagione di Sex and the City. Innumerevoli sono i suoi doppiaggi sia per il cinema sia per la televisione.

## Vita privata
Legata sentimentalmente al dottor Ugo Crisci, ha avuto da lui un figlio, Lorenzo. Ha anche un altro figlio, Daniele Martino, nato da una precedente relazione. Entrambi i figli sono doppiatori.

## Filmografia

### Attrice

#### Cinema

Cinzia De Carolis nel film Angeli senza paradiso (1970)

- Angeli senza paradiso, regia di Ettore Maria Fizzarotti (1970)
- Fermate il mondo... voglio scendere!, regia di Giancarlo Cobelli (1970)
- Il gatto a nove code, regia di Dario Argento (1971)
- La notte dei diavoli, regia di Giorgio Ferroni (1972)
- I figli di nessuno, regia di Bruno Gaburro (1974)
- Vergine, e di nome Maria (riedito come Malìa), regia di Sergio Nasca (1975)
- Libidine, regia di Raniero Di Giovanbattista (1979)
- Apocalypse domani, regia di Antonio Margheriti (1980)
- Giggi il bullo, regia di Marino Girolami (1982)
- Stesso mare stessa spiaggia, regia di Angelo Pannacciò (1983)
- Una donna da guardare, regia di Michele Quaglieri (1990)

#### Televisione
- Marcovaldo, regia di Giuseppe Bennati – serie TV (1970)
- Con rabbia e con dolore – miniserie TV (1972)
- L'edera – miniserie TV (1974)
- Di sopra, una notte, regia di Davide Montemurri – miniserie TV (1975)[6]
- Rosso veneziano, regia di Marco Leto – miniserie TV (1976)
- Pronto Emergenza, regia di Marcello Baldi – serie TV (1980)
- Buio nella valle, regia di Giuseppe Fina – miniserie TV (1984)

#### Prosa televisiva Rai
- Anna dei miracoli di William Gibson, regia di Davide Montemurri – prosa televisiva trasmessa il 15 dicembre 1968.[7]
- Il crogiuolo di Arthur Miller, regia di Sandro Bolchi - prosa televisiva trasmessa da Rai 2 tra il 19 e il 21 maggio 1971.[8]
- Le pillole d'Ercole di Maurice Hennequin e Paul Bilhard, regia di Davide Montemurri - prosa televisiva trasmessa da Rai 1 il primo settembre 1981.[9]
- Copione, copione di Carlo Tritto, regia di Stefano Roncoroni - prosa televisiva del 16 luglio 1983.[10]

## Teatro
- Joe Egg di Peter Nichols, regia di Mario Missiroli, con Alberto Lionello e Carla Gravina (1969)[11]
- Fiore di cactus, regia di Carlo Di Stefano, con Paolo Ferrari e Valeria Valeri (1972)
- Uomo e sottosuolo, testo e regia di Giorgio Albertazzi, con Giorgio Albertazzi ed Elisabetta Pozzi (1976)[12]
- Un angelo calibro 9 di Nino Marino, regia di Arnoldo Foà, musiche di Tony De Vita e Memo Remigi (1977-1978)[13]
- Barbera di Estella Gismondo, regia di Luciana Luciani, Compagnia del Teatro Stabile Zona Due (1981)[14]

## Prosa radiofonica Rai
- Atomi in famiglia (Rai Radio, 1968)[2]
- Piccolo mondo antico di Antonio Fogazzaro, riduzione di Belisario Randone, regia di Umberto Benedetto, con Nando Gazzolo, Luisella Boni, Mario Feliciani, Gianfranco Mauri e Anna Carena, compagnia di prosa di Firenze della Rai (1973)
- Scampolo di Dario Niccodemi, regia di Gennaro Magliulo, con Aldo Giuffrè, Renato Turi e Dario Penne, 7 marzo 1977.[15]
- Amori sbagliati di Henry Troyat, adattamento radiofonico di Gennaro Pistilli (1990)

## Programmi televisivi
- Fresco fresco - conduttrice (varietà, 1980)

## Doppiaggio

### Cinema
- Courteney Cox in Scream, Scream 2, Scream 3, Scream 4, Scream, Scream VI
- Madonna in Cercasi Susan disperatamente, Shangai Surprise,  Who’s That Girl, A letto con Madonna, Occhi di serpente
- Madeleine Stowe in Abuso di potere, L'ultimo dei Mohicani, Occhio al testimone, Bad Girls, Occhi nelle tenebre
- Theresa Russell ne La vedova nera, Mille pezzi di un delirio, Whore (puttana)
- Rachel Ticotin in Il gemello scomodo, Con Air, Man on Fire - Il fuoco della vendetta
- Holly Hunter in Thirteen - 13 anni, The Big White, Batman v Superman: Dawn of Justice
- Dana Kimmell in Week-end di terrore, Una magnum per McQuade
- Lena Olin in Dopo la prova, One Life
- Fran Drescher in Cadillac Man, Jack
- Maria Conchita Alonso in Predator 2, Material Girls
- Joan Cusack ne La famiglia Addams 2, Noi siamo infinito
- Bebe Neuwirth in Malice - Il sospetto, The Faculty
- Lolita Davidovich in Trappola d'amore, Da giungla a giungla
- Kelly Lynch in Tre di cuori, Mr. Magoo
- Miranda Richardson in Actors, Testament of Youth
- Virginia Madsen in Joy, Better Watch Out
- Octavia Spencer in La forma dell'acqua - The Shape of Water, Ma
- Connie Britton ne La seconda vita di Anders Hill, Una donna promettente
- Catriona MacColl in Lady Oscar
- Diane Venora in Bird
- Mary Kay Place in Finché dura siamo a galla
- Gia Carides in Letters from a Killer
- Marg Helgenberger in L'ultima volta che mi sono suicidato
- Laurie Holden ne I Fantastici 4
- Kelly Brook in L'isola dei sopravvissuti
- Jane Adams in Il padre della sposa 2
- Geena Davis in Angie - Una donna tutta sola
- Juliet Stevenson in Mona Lisa Smile
- Vivica A. Fox in Ella Enchanted - Il magico mondo di Ella
- Wendy Crewson in The Covenant
- Catherine O'Hara in American Life
- Lauren Hutton in Come ti divento bella!
- Rachel Bay Jones in Ben is Back
- Mary Steenburgen in Last Vegas
- Linda Emond in Gemini Man
- Famke Janssen in GoldenEye
- Christine Baranski in Piume di struzzo
- Bindu in Hero
- Eva Grimaldi in Quella villa in fondo al parco
- Jennifer Connelly in Tutto può accadere
- Olwen Fouéré in The Watchers - Loro ti guardano
- Margarete Tiesel ne L'aggiusta-cuori

### Film d'animazione
- Ryoko in Chi ha bisogno di Tenchi? - The Movie - Tenchi muyo in Love, Chi ha bisogno di Tenchi? - The Movie - La vigilia dell'estate, Chi ha bisogno di Tenchi? - The Movie - Memorie lontane
- Bo Peep in Toy Story - Il mondo dei giocattoli, Toy Story 2 - Woody e Buzz alla riscossa e Toy Story 4
- Oscar François de Jarjayes in The Lady Oscar Story e Lady Oscar - Insieme per sempre
- Occhicechi in Barbie Fairytopia - Mermaidia e Barbie Fairytopia - La magia dell'arcobaleno
- Minou ne Gli Aristogatti
- Norma in Crusher Joe
- Bagi in Bagi, il mostro della possente natura
- Rosie ne I pronipoti - Il film
- Sophia ne Il vento dell'Amnesia
- Lenza in Bisbiglio
- Kaoroku Kinoshita in You're Under Arrest - The Movie
- Atena in Arion
- Tenente Helga Katrina Sinclair in Atlantis - L'impero perduto
- Kagura in Inuyasha the Movie - Il castello al di là dello specchio
- Duchessa Rowena in Barbie in le 12 principesse danzanti
- Mandragora in Winx Club - Il segreto del regno perduto
- Regina Ippolita in Wonder Woman
- La Regina in Justin e i cavalieri valorosi
- Emeraldas in Capitan Harlock - L'Arcadia della mia giovinezza (ed. 2014)
- Sig.ra Mutton in 100% lupo
- Señora Ozma in Encanto
- Zia Chen in Red
- Ro in Strange World - Un mondo misterioso
- Nonna Cinghiale in Kung Fu Panda 4
- Olivia in Garfield - Una missione gustosa

### Serie televisive
- Alfre Woodard in My Own Worst Enemy, See
- Dominique Jackson in Pose, American Horror Stories
- Colleen Camp e Shannon Tweed in Hazzard[16]
- Jenilee Harrison in Dallas
- Diane Delano in Popular
- Kirsten Nelson in Psych
- Robin Weigert in Once Upon a Time
- Laura Innes in E.R. - Medici in prima linea
- Megan Follows in Reign
- Sarah Parish in I Medici
- Camryn Manheim in Law & Order - I due volti della giustizia
- Madonna in Will & Grace
- Carol Alt in Un detective in corsia
- Sela Ward in CSI: NY
- Annie Potts in Young Sheldon
- Amy Ryan in Only Murders in the Building
- Miriam Margolyes in L'amore e la vita - Call the Midwife
- Linda Emond in Morte e altri dettagli
- Amira Ghazalla in Pauline
- Katy Karrenbauer in Gli specialisti
- Lale Başar in Mr. Wrong - Lezioni d'amore
- Olga Hueso in Suspicious Minds
- Amanda Drew in Mercoledì

### Soap opera e Telenovelas
- Verónica Castro in Rosa selvaggia, Illusione d'amore (1ª voce)
- Mayra Alejandra in Luisana mia, Capriccio e passione
- Ava Lazar, Margareth Michaels e Gina Gallego in Santa Barbara
- Gabriela Toscano in Para vestir santos - A proposito di single
- Marisela Buitrago in Leonela
- Tatiana Capote in Marta
- Elba Escobar in Cuori nella tempesta

### Serie animate
- Emeraldas in Queen Emeraldas e Harlock Saga - L'anello dei Nibelunghi
- Evil-Lyn in He-Man e i dominatori dell'universo (1ª stagione), Evil-Lyn / Majestra in Masters of the Universe: Revelation
- Patricia "Patty" O'Brien, Flanny Hamilton e Sandra Niven in Candy Candy
- Aracne, Selene ed Elettra in C'era una volta... Pollon
- Bia in Bia - La sfida della magia
- Lena in Belle et Sebastien
- Togenicia in Lulù l'angelo tra i fiori
- Concetta in Marco - Dagli Appennini alle Ande
- Maisha in Galaxy Express 999 (epp. 1–52)
- Oscar François de Jarjayes in Lady Oscar
- Simone Lorène/Stella della Senna ne Il Tulipano Nero
- Eira in Viking Skool[17]
- Ryu Makita in Le avventure di Lupin III (ridoppiaggio 1987)
- Kodachi Kuno in Ranma ½
- Madame President in Golden Boy
- Kagura in Inuyasha
- Kanzeon Bosatsu in Saiyuki
- Ryoko in Chi ha bisogno di Tenchi?
- Noisy in Little Robots
- Integra Hellsing in Hellsing
- Voce narrante in Charlotte (ed. 2005)
- Monsley in Conan il ragazzo del futuro (ed. 2007)
- Hadenya in Yes! Pretty Cure 5
- Governatore Pryce in Star Wars Rebels
- Janice Buckwald in Bordertown
- Babette in Arcane

### Film TV
- Marg Helgenberger in Ricatto in videotape
- Lori Loughlin in Casper - Un fantasmagorico inizio

### Videogiochi
- Helga Sinclair in Atlantis: L'impero perduto[18]

## Discografia

### Singoli
- 1969 – Perché sei mia madre/Due manine bianche (Hit, HIt 45.223)
- 1971 – Una stellina alla finestra/L'alberello di Natale (Edizioni Paoline, SN 45.38)
- 1971 – Compagno mio/Il ballo della farfalla (Produttori Associati, PA 3186)
- 1973 – Papà non correre/In motoretta (Erre Records, RR 3061)
- Se fossi un fiore/Portiamo fortuna (MMC, 45.1)
- 1982 – Ahm ahm/Hobbysogno (Hobby, ZBOR 45289)

### Collaborazioni
- Pino Tombolato e Angelo Di Mario - W tutti (Edizioni Paoline – SRB 30.42)
- 1981 - Rocking Horse - La storia di Lulù (RCA, BL 31609)

### Partecipazioni
- 1969 – AA.VV. Disco ricordo per la festa della mamma, con il brano Il cuore della mamma (Edizioni Paoline)
- 1969 – AA.VV. W tutti
- 1971 - AA.VV. Gli Aristogatti - La storia completa, le canzoni e le musiche originali interpretate dagli artisti dell'omonimo Film (Disneyland, STP 3995)
- 2020 – AA.VV. A chi la do... la compilation - Volume 3, con il brano Ahm Ahm (Siglandia, SGL 2CD 024)

## Riconoscimenti
- 1977 - Grolla d'oro[19]